# Velká Chyška
Velká Chyška település Csehországban, a Pelhřimovi járásban. Velká Chyška Pacov, Samšín, Útěchovice pod Stražištěm, Bratřice és Lesná településekkel határos. Lakosainak száma 267 fő (2024. január 1.).

## Népesség
A település lakosságának változását az alábbi diagram mutatja:
| Lakosok száma | 616  | 534  | 557  | 403  | 407  | 302  | 277  | 277  | 259  | 267  |
|               | 1869 | 1900 | 1921 | 1961 | 1980 | 2011 | 2016 | 2019 | 2021 | 2024 |